# تام کیلبرن
تام کیلبرن (به انگلیسی: Tom Kilburn) (۱۱ اوت ۱۹۲۱ — ۱۷ ژانویه ۲۰۰۱) ریاضی‌دان و دانشمند رایانه اهل بریتانیا بود. او در طول دوران فعالیتش، در طراحی و توسعه پنج کامپیوتر با اهمیت تاریخی نقش داشت. کیلبرن در زمان اشتغال در دانشگاه ویکتوریای منچستر، در طراحی لامپ ویلیامز و همچنین نخستین کامپیوتر الکترونیکی با قابلیت ذخیره برنامه در حافظه، منچستر بیبی، با فردریک ویلیامز همکار بود.
کیلبرن که فارغ‌التحصیل کالج سیدنی ساسکس دانشگاه کمبریج بود، در زمان جنگ جهانی دوم در زمینه رادار با فردریک ویلیامز کار می‌کرد. بعد از جنگ، ویلیامز وی را برای توسعه کامپیوتر در دانشگاه منچستر استخدام کرد. وی در این دوران، طراحی و توسعه مجموعه‌ای از کامپیوترهای نوآورانه را رهبری می‌کرد. از جمله این کامپیوترها، فراتی مارک ۱، اولین کامپیوتر تجاری دنیا و همچنین اطلس، یکی از نخستین ابرکامپیوترها بودند.
وی همچنین برندهٔ جوایزی همچون مدال پادشاهی و همکار انجمن سلطنتی شده‌است.